# George Franck
George Franck (23 de setembro de 1918 - 19 de janeiro de 2011) foi um jogador de futebol americano estadunidense.